# Head & Shoulders
Head & Shoulders é uma marca americana de shampoo anti caspa e "não caspa", produzida pela empresa Procter & Gamble. que foi introduzida em 1961.
Em 1982, era a "marca número um" de shampoo, e observou-se que "nenhuma marca de cuidados com o cabelo recebe tantos dólares como o Head & Shoulders, uma marca de vinte anos, e nenhuma outra marca vende tanto", apesar de ser um shampoo "medicado".
Desde a década de 1980, a marca já foi comercializada sob o slogan: "Você nunca obtém uma segunda chance de fazer uma primeira impressão", que foi identificado como um exemplo de "marketing de ansiedade" comumente usado pela Procter & Gamble para impulsionar as vendas por induzir medos de conseqüências sociais associadas à condição que o produto pretende abordar.
Na década de 2000, no entanto, as vendas do produto caíram, um fenômeno culpado do excesso de extensão da marca em muitas variedades, com mais de trinta tipos vendidos. Um grande número de celebridades apareceram em campanhas publicitárias para a marca, incluindo a celebridade mexicana Thalía,  o piloto de Fórmula 1 britânico Jenson Button,  e o modelo indiano Nauheed Cyrusi.
O ingrediente ativo é a piritona de zinco.